# Kristdemokratisk appell
Kristdemokratisk appell (nederländska: Christen-Democratisch Appèl, CDA) är ett kristdemokratiskt politiskt parti i Nederländerna, bildat den 11 oktober 1980 genom samgående mellan Kristliga Historiska Unionen CHU, Antirevolutionära partiet (ARP) och Katolska Folkpartiet (KVP). Bakgrunden till att de tre partierna gick ihop var vikande väljarunderlag och en önskan om att effektivare motverka sekulariseringstendenserna i samhället.
1879 bildades ARP, som det första landsomfattande politiska partiet i landet. Allt sedan dess har kristliga partier, grundade i olika konfessionell bakgrund spelat en viktig roll i nederländsk politik. 
Mellan 1888 och 1917 stod den avgörande politiska skiljelinjen (antitesen) i nederländsk politik mellan två politiska block, kristliga Coalitie och sekulära Concentratie, där en avgörande stridsfråga rörde finansieringen av religiösa skolor. 
Tvisten löstes genom grundlagsändringen (Pacificatie) 1917 i vilken man enades om lika finansiering av allmänna och privata skolor och införandet av allmän och lika rösträtt. Det sistnämnda ledde till att de kristliga partierna kom att dominera nederländsk politik de följande femtio åren. 
I mitten av 1960-talet miste man dock sin egen parlamentariska majoritet på grund av sekulariseringen av de nederländska samhället. 
För att stärka sin roll i det nya politiska landskapet inledde de tre partierna KVP, ARP och CHU samarbetssamtal som resulterade i bildandet av en federation (1973) och en valkartell (1977) med en gemensam valsedel toppad av justitieminister Dries van Agt. Efter valet följde mer än 300 dagars sega regeringsförhandlingar som slutligen resulterade i en oväntad regeringskoalition med det liberala VVD. Detta ledde till avhopp från CDA, av en del värdekonservativa medlemmar.
1980 upplöstes de tre ursprungliga partierna och i valet 1981 kunde CDA kandidera som ett parti, istället för som tidigare i en valallians. I valet förlorade CDA och VVD sin knappa majoritet i parlamentet och CDA tvingades söka regeringssamverkan med det socialdemokratiska PvdA. Van Agt kvarstod som premiärminister men regeringen skakades av ideologiska och personliga motsättningar och föll efter ett år.
Efter nyvalet 1982 kom en ny CDA/VVD-regering till stånd, ledd av CDA:s nye partiledare Ruud Lubbers. Denne drog igång ett ambitiöst besparings- och socialt förändringsprogram, som ledde till nya valsegrar 1986 och 1989. I det sistnämnda valet gick det dock sämre för koalitionspartnern VVD och CDA tvingades istället samregera med PvdA, vilket ledde till en bromsning av Lubbers reformprogram. 
Valet 1994 ledde till en svidande valförlust, orsakad dels av missnöje rörande förändringar av pensionsåldern och sjukpensionen, dels på grund av öppna personliga motsättningar mellan premiärminister Lubbers och partiets toppkandidat Eelco Brinkman. CDA tvingades efter valet att gå i opposition.
Under den tumultartade valrörelsen 2002, präglad av mordet på Pim Fortuyn, sökte sig många väljare tillbaka till CDA, som efter valet kunde bilda regering tillsammans med VVD och LPF. Till premiärminister utsågs CDA:s partiledare Jan Peter Balkenende. Denna regering föll dock snart, efter interna stridigheter inom LPF. 
Efter nyvalet 2003 bildade Balkenende regering ihop med liberaler och införde skärpta asyl- och arbetsrättslagar samt en demokratisering av politiska institutioner.
Efter valet 2006 behöll CDA positionen som Nederländernas största parti, men valde denna gång att bilda regering tillsammans med PvdA och Kristliga Unionen, vilket delvis inneburit en politisk kursändring. Den 20 februari 2010 sprack regeringskoalitionen efter oenighet om ett militärt uppdrag i Uruzgan i samband med Afghanistankriget och nyval utlystes.
Valet 2010 blev ett stort bakslag för CDA som tappade hälften av sina mandat i parlamentet och reducerades till landets fjärde största parti. Efter katastrofvalet avgick Balkenende som partiledare och premiärminister. Partiet ingår nu i en minoritetsregering ledd av Mark Rutte (VVD), med CDA:s Maxime Verhagen som biträdande premiärminister och ekonomi- och jordbruksminister.

## Lista över partiledare
| Partiledare              | Från            | Till            | Anmärkning                                                                            |
| ------------------------ | --------------- | --------------- | ------------------------------------------------------------------------------------- |
| Dries van Agt            | 22 oktober 1976 | 13 oktober 1982 | Premiärminister 1977-1982, Biträdande premiärminister 1973-1977, Utrikesminister 1982 |
| Ruud Lubbers             | 6 november 1982 | 29 januari 1994 | Premiärminister 1982-1994                                                             |
| Elco Brinkman            | 29 januari 1994 | 16 augusti 1994 |                                                                                       |
| Enneüs Heerma            | 18 augusti 1994 | 27 mars 1997    |                                                                                       |
| Jaap de Hoop Scheffer    | 27 mars 1997    | 1 oktober 2001  | Utrikesminister 2002-2003, Nato:s generalsekreterare 2004-2009                        |
| Jan Peter Balkenende     | 1 oktober 2001  | 9 juni 2010     | Premiärminister 2002-2010                                                             |
| Maxime Verhagen          | 9 juni 2010     | 2012            | Utrikesminister 2007-2010, vice premiärminister 2010-2012                             |
| Sybrand van Haersma Buma | 18 maj 2012     |                 |                                                                                       |